# مقاطعة إيراث (تكساس)
مقاطعة إيراث (بالإنجليزية: Erath  County)‏ هي إحدى المقاطعات في ولاية تكساس، الولايات المتحدة الأمريكية، يبلغ عدد سكانها 37,890 نسمة طبقا لإحصاء عام 2010 .

موقع المقاطعة في ولاية تكساس

## أعلام
- بيل أندرسون
- كريس كايل